# Brücke von Porte-du-Scex

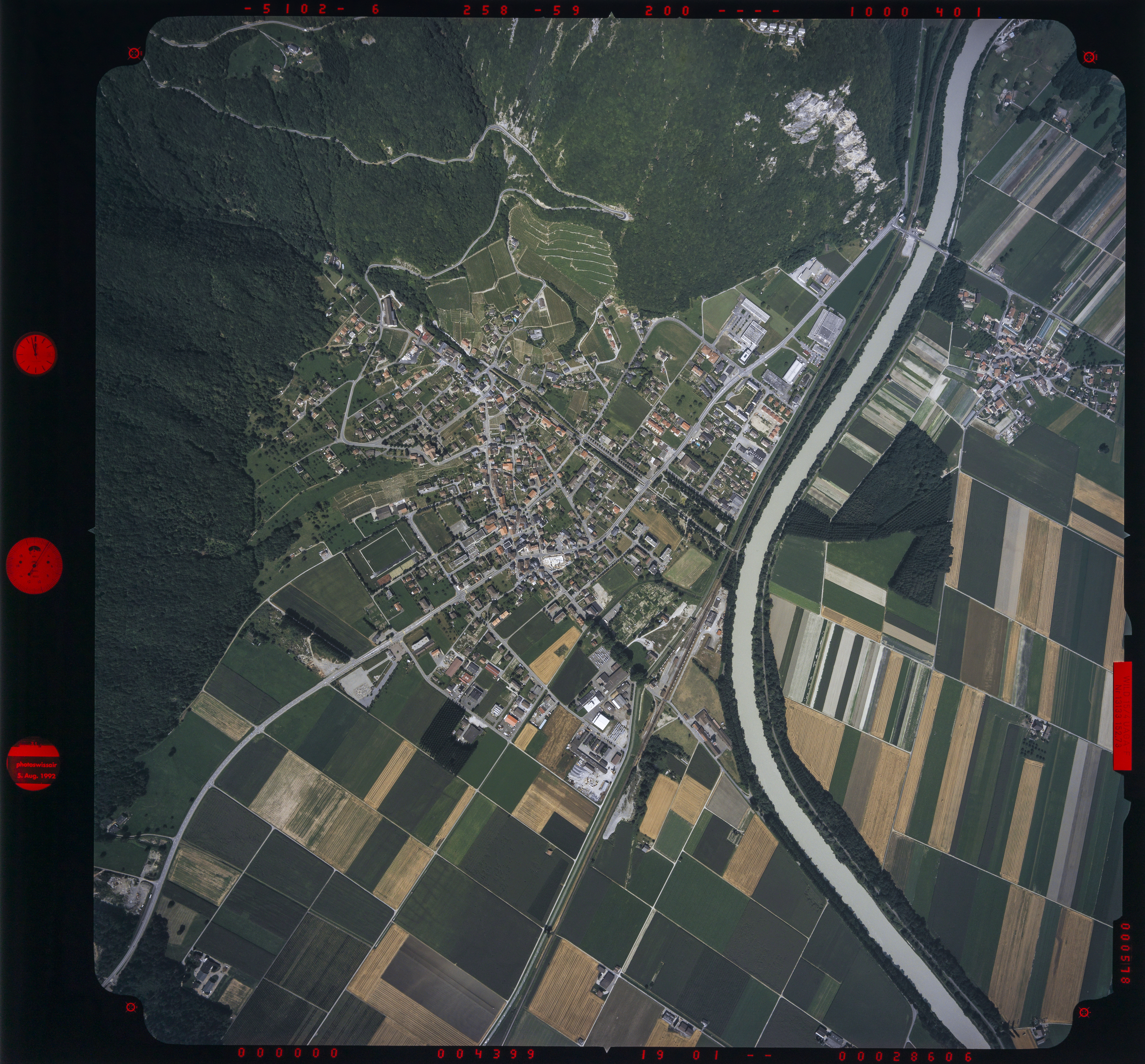
Chessel mit Rhonebrücke Porte-du-Scex

Die Brücke von Porte-du-Scex ist eine Strassenbrücke über die Rhone zwischen der Örtlichkeit Porte-du-Scex in der Gemeinde Vouvry im schweizerischen Kanton Wallis und der Ortschaft Chessel im Kanton Waadt.

## Geografie
Der Flussübergang liegt einen Kilometer nördlich des Dorfes Vouvry. Darüber führt die Verbindungsstrasse, die bei Porte-du-Scex von der Hauptstrasse 21 zwischen Monthey und Le Bouveret abzweigt und im Kanton Waadt nach Roche und Villeneuve führt. Im Kanton Waadt heisst diese Strasse Route de la Porte du Scex.
Westlich der Brücke und neben einem Parkplatz liegen die Bahnstrecke Saint-Gingolph–Saint-Maurice (Ligne du Tonkin), der Stockalperkanal und die Burg von Porte-du-Scex. Den Stockalperkanal überquert die Zufahrt zur Rhonebrücke auf einer kurzen Steinbrücke.
In früheren Jahrhunderten diente dem Lokalverkehr bei der Burg eine Fähre über die Rhone, die während der Zeit der frühen Rhonekorrektion durch eine gedeckte Holzbrücke abgelöst wurde. François Joseph Rouillier und François Marie Burtin bauten von 1838 bis 1840  die erste Brücke, deren Unterhalt dem Verein Société pour la construction et l’entretien du pont à péage sur le Rhône à la Porte-du-Scex oblag. Diese erste Brücke erlitt bei einem Hochwasser im Jahr 1902 schwere Schäden, und danach liessen die Kantone Wallis und Waadt um 1905 von der Stahlbaufirme Zschokke in Aarau die Eisenbrücke  errichten, die bis heute steht. In den 1990er Jahren sanierte die Baufirma Biollay SA die Brücke im Auftrag der beiden Kantone.
Die Brücke ist als Halbparabelträger aus Stahlfachwerk konstruiert und ruht beidseits der Rhone auf gemauerten Widerlagern. Sie hat eine Länge von 71,5 m und ist 4,95 m breit.
Weil sie nur eine Fahrspur hat, vermochte die Brücke, die lange Zeit für Motorfahrzeuge den ersten Rhoneübergang oberhalb des Genfersees bot, dem zunehmenden Strassenverkehr nicht mehr zu genügen. Im Jahr 2012 ist sie für den Durchgangsverkehr von der leistungsfähigeren Strasse H 144 Route transchablaisienne mit einer neuen Rhonebrücke einen Kilometer flussabwärts abgelöst worden.
An die Brücke ist flussaufwärts eine Fussgängerpasserelle angehängt. Dieser Übergang über die Rhone bildet einen wichtigen Punkt im Netz der Wanderwege im Chablais.
Bei der Porte-du-Scex-Brücke befindet sich an der Rhone eine Pegelstation.